# VsFTPd
vsFTPd (Very Secure FTP Daemon), créé en 2000, est un serveur FTP qui mise beaucoup sur la sécurité développé par Chris Evans, chargé de la sécurité de Google Chrome. Il est l'un des premiers logiciels serveurs à mettre en œuvre la séparation des privilèges, minimisant ainsi les risques de piratage.
La configuration par défaut de VsFTPd est très restrictive :
1. Seul le compte anonyme est autorisé à se connecter au serveur, et en lecture seule.
2. Les utilisateurs ne peuvent accéder qu'à leur compte.

Fonctions de VSFTPd :
- Configuration accessible
- Utilisateurs virtuels
- Adresses IP virtuelles
- Limitation de la bande passante
- IPv6
- Support du chiffrement au travers de SSL intégré File Transfer Protocol Secure (FTPS), méthodes explicites et implicites supportées

Il est distribué selon les termes de la licence Licence publique générale GNU.

## Failles
Une porte dérobée a été découverte le 3 juillet 2011 sur la version 2.3.4. En réponse à un smiley ":)" dans le nom d'utilisateur, cette version de vsftpd essaye d'exécuter un shell sur un port élevé[réf. souhaitée],.